# Martin Harnik
Martin Harnik (ur. 10 czerwca 1987 w Hamburgu) – austriacki piłkarz z niemieckim paszportem, grający na pozycji napastnika w Werderze Brema.
Urodził się w Hamburgu, ma matkę z Niemiec i ojca z Austrii. Trenować rozpoczął już w 1992, gdy rodzice zapisali go do S.C. Vier. W 2006 trafił do Bremy, gdzie początkowo był zawodnikiem amatorskiej drużyny grającej w Regionallidze.
Dzięki dobrej postawie w drużynie rezerw, przed sezonem awansował do pierwszego zespołu i podpisał kontrakt do 2010. Swój pierwszy oficjalny mecz w profesjonalnej drużynie rozegrał 15 sierpnia w trzeciej rundzie eliminacji Ligi Mistrzów z Dinamem Zagrzeb.
Debiutu w Bundeslidze Harnik doczekał się już 10 dni później. Wówczas Thomas Schaaf postanowił dać mu szansę w spotkaniu przeciwko 1. FC Nürnberg i - jak się okazało - zawodnik doskonale wykorzystał swoją szansę, ponieważ zdobył gola dającego zwycięstwo Werderowi. W 2010 przeszedł do VfB Stuttgart. Stał się podstawowym zawodnikiem tej drużyny.

## Reprezentacja
Martin Harnik, który mógł grać dla reprezentacji Niemiec, wybrał Austrię, choć nigdy tam nie mieszkał. Debiut w narodowym zespole zaliczył 22 sierpnia 2007 w meczu z Czechami, w którym zdobył jedynego gola dla Austriaków.